# Wereldkampioenschappen moderne vijfkamp 1996
De wereldkampioenschappen moderne vijfkamp 1996 werden gehouden in Rome in Italië voor de mannen en de vrouwen streden in Siena. Er stonden vier onderdelen op het programma, voor de mannen stond alleen de estafette op het programma, individueel streden de mannen om olympische medailles. Dit waren de laatste wereldkampioenschappen voor de mannen en vrouwen in verschillende steden werden gehouden.

## Medailles

### Mannen
| Onderdeel | Goud | Goud                                           | Zilver | Zilver                                             | Brons | Brons                                        |
| --------- | ---- | ---------------------------------------------- | ------ | -------------------------------------------------- | ----- | -------------------------------------------- |
| Estafette | POL  | Maciej Czyżowicz Igor Warabida Dariusz Mejsner | FRA    | Frédéric Clercq Sébastien Deleigne Christophe Ruer | KAZ   | Aleksandr Parygin Oleg Rebrov Dmitri Tjoerin |

### Vrouwen
| Onderdeel   | Goud | Goud                                                | Zilver | Zilver                                           | Brons | Brons                                           |
| ----------- | ---- | --------------------------------------------------- | ------ | ------------------------------------------------ | ----- | ----------------------------------------------- |
| Individueel | BLR  | Zjanna Sjoebenok                                    | POL    | Dorota Idzi                                      | RUS   | Jelizabeta Soevorova                            |
| Team        | RUS  | Jelizabeta Soevorova Jelena Felina Olga Moekjortova | GER    | Kim Raisner Barbara Oltarjow Tanja Meyer-Efland  | POL   | Dorota Idzi Iwona Kowalewska Anna Sulima        |
| Estafette   | POL  | Iwona Kowalewska Dorota Idzi Edyta Małoszyc         | ITA    | Fabiana Fares Federica Foghetti Emanuela Gabella | GER   | Tanja Meyer-Efland Barbara Oltarjow Kim Raisner |

### Medaillespiegel
| Plaats | Land        | Goud | Zilver | Brons | Totaal |
| 1      | Polen       | 2    | 1      | 1     | 4      |
| 2      | Rusland     | 1    | 0      | 1     | 2      |
| 3      | Wit-Rusland | 1    | 0      | 0     | 1      |
| 4      | Duitsland   | 0    | 1      | 1     | 2      |
| 5      | Frankrijk   | 0    | 1      | 0     | 1      |
| 5      | Italië      | 0    | 1      | 0     | 1      |
| 7      | Kazachstan  | 0    | 0      | 1     | 1      |
| Totaal | Totaal      | 4    | 4      | 4     | 12     |